# 奥列格·谢尔盖耶维奇·加林
奥列格·谢尔盖耶维奇·加林（羅馬化：Oleg Sergeyevich Garin；1966年9月22日—）是俄罗斯职业足球教练和前球员。
1986年，他代表海参崴光能足球俱乐部在苏联乙组足球联赛中首次亮相。
他的侄子亚历山大·吉洪诺韦茨基同样是个职业足球运动员。

## 荣誉
- 俄罗斯超级联赛亚军（1995年）
- 俄罗斯超级联赛铜牌（1994年）
- 俄罗斯杯冠军（1996年、1997年）
- 年终最佳球员前33名名单（1992年、1994年、1995年）

## 欧洲俱乐部比赛
他代表莫斯科火车头足球俱乐部参与一下赛事：
- 1993–94年欧洲足协杯（1场）
- 1995–96年欧洲足协杯（2场）
- 1996–97年欧洲优胜者杯（1场）